# Manú (Loja)
Manú ist eine Ortschaft und eine Parroquia rural („ländliches Kirchspiel“) im Kanton Saraguro der ecuadorianischen Provinz Loja. Die Parroquia besitzt eine Fläche von 172,7 km². Die Einwohnerzahl lag im Jahr 2010 bei 2668.

## Lage
Die Parroquia Manú liegt in den westlichen Anden im Süden von Ecuador. Das Gebiet wird über den Río Uchucay (im Ober- und Mittellauf auch Río Cequer und Río Manú) nach Norden zum Río Jubones entwässert. Im Süden erreichen die Berge Höhen von mehr als 3800 m. Der 2190 m hoch gelegene Hauptort befindet sich 24 km nordwestlich vom Kantonshauptort Saraguro. Eine Nebenstraße führt von Saraguro über San Pablo de Tenta, El Paraíso de Celén und Selva Alegre nach Manú.
Die Parroquia Manú grenzt im Norden an die Parroquia San Sebastián de Yúluc, im Osten an die Parroquias Sumaypamba, Lluzhapa, Selva Alegre und El Paraíso de Celén, im Süden an die Parroquia Güizhagüiña (Kanton Zaruma, Provinz El Oro) sowie im Westen an die Parroquias Salvias und Guanazán (beide ebenfalls im Kanton Zaruma).

## Geschichte
Die Parroquia Manú wurde am 31. Mai 1861 gegründet.